# Hugo Wieslander
Hugo Wieslander (Suecia, 11 de junio de 1889-24 de mayo de 1976) fue un atleta sueco, especialista en la prueba de decatlón en la que llegó a ser campeón olímpico en 1912.

## Carrera deportiva
En los JJ. OO. de Estocolmo 1912 ganó la medalla de oro en la competición de decatlón, logrando un total de 7724 puntos, empatado en el oro con el estadounidense Jim Thorpe y por delante de sus compatriotas los también suecos Charles Lomberg y Gosta Holmer (bronce).